# Generali Ladies Linz 1999
Generali Ladies Linz 1999 — тенісний турнір, що прохидив на закритих кортах з твердим покриттям у Лінці (Австрія). Належав до турнірів 2-ї категорії в рамках Туру WTA 1999. Тривав з 25 до 31 жовтня 1999 року.

## Учасниці

### Сіяні учасниці
| Країна    | Гравчиня        | Рейтинг | Сіяна |
| --------- | --------------- | ------- | ----- |
| Франція   | Марі П'єрс      | 6       | 1     |
| Австрія   | Барбара Шетт    | 8       | 2     |
| Франція   | Наталі Тозья    | 7       | 3     |
| Франція   | Амелі Моресмо   | 12      | 4     |
| Франція   | Сандрін Тестю   | 19      | 5     |
| Росія     | Анна Курнікова  | 13      | 6     |
| Росія     | Олена Лиховцева | 15      | 7     |
| Німеччина | Анке Губер      | 17      | 8     |

### Інші учасниці
Нижче подано учасниць, що отримали вайлд-кард на вихід в основну сітку:
- Барбара Шварц
- Патріція Вартуш

Нижче наведено учасниць, що отримали вайлдкард на участь в основній сітці в парному розряді:
- Сільвія Плішке /  Патріція Вартуш

Нижче наведено учасниць, що пробились в основну сітку через стадію кваліфікації в одиночному розряді:
- Барбара Ріттнер
- Сандра Клейнова
- Аманда Гопманс
- Деніса Хладкова

Такі тенісистки потрапили в основну сітку як Щасливі лузери:
- Кара Блек

Нижче наведено учасниць, що пробились в основну сітку через стадію кваліфікації в парному розряді:
- Аманда Гопманс /  Сільвія Талая

## Переможниці та фіналістки

### Одиночний розряд
Марі П'єрс —  Сандрін Тестю, 7–6(7–2), 6–1
- Для П'єрс це був 13-й титул WTA за кар'єру.

### Парний розряд
Іріна Спирля /  Кароліна Віс —  Тіна Кріжан /  Лариса Нейланд, 6–4, 6–3